# Xanthismus

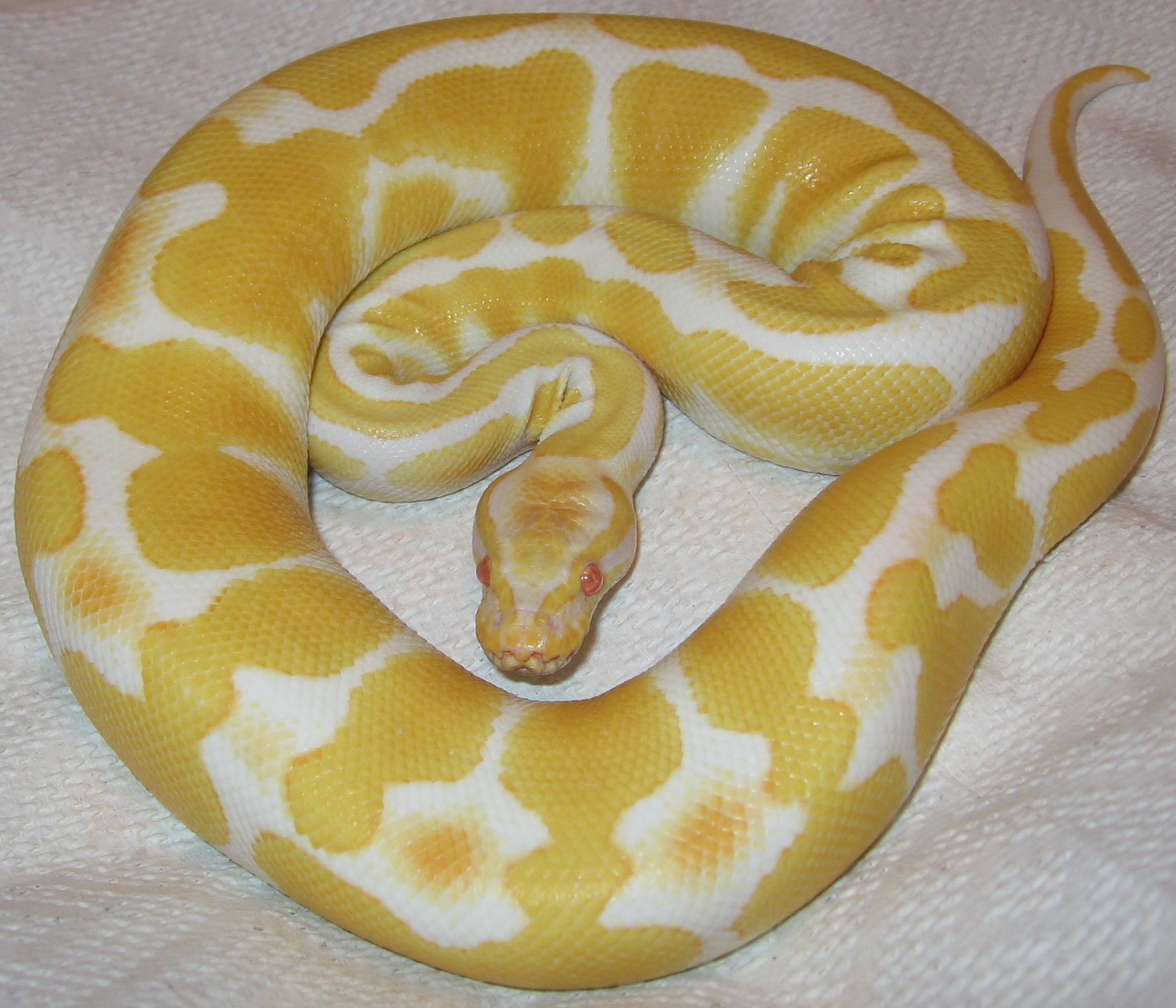
Xanthistischer Königspython

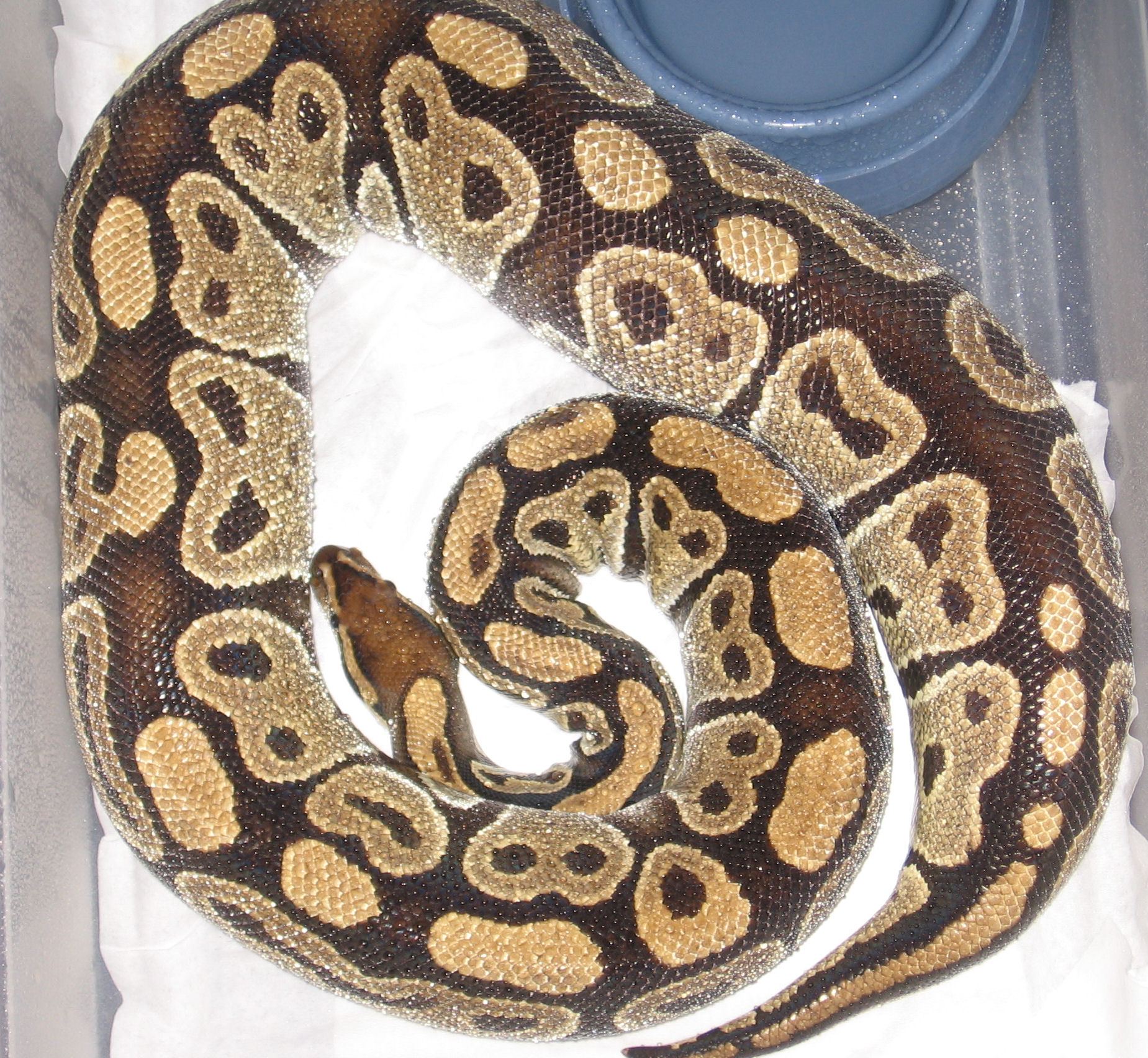
Normal gefärbter Königspython

Xanthismus (gr. „xanthos“ = gelb, Adj. xanthoristisch, selten xanthistisch) beschreibt Tiere, die wegen Melaninmangels eine gelbe oder rote Farbe haben. Es handelt sich also um eine Form des Albinismus, bei dem die durch die in Xantophoren vorhandene und durch Carotine sowie Pteridine hervorgerufene gelbe oder rote Farbe unbeeinflusst bleibt, während die durch Melanophoren verursachte schwarze oder braune Farbe der Melanine fehlt.
Da bei Säugetieren Carotine und Pteridine keine Rolle bei der Entstehung der Farben spielen, ist Xanthismus in diesem Sinne bei ihnen nicht möglich. Nur Fische, Amphibien, Reptilien und Vögel können Xanthismus entwickeln.
Beim Menschen wurde früher Formen des unvollständigen Albinismus, die heute ROCA (roter Oculocutaner Albinismus) oder Okulokutaner Albinismus Typ 3 (OCA 3) genannt werden, ebenfalls als Xanthismus bezeichnet.